# Итоговый турнир WTA 2024 — одиночный турнир
В турнире принимают участие 8 лучших по рейтингу теннисисток мира.
Прошлогодней чемпионкой является Ига Свёнтек.
По итогам турнира на звание первой ракетки мира WTA по итогам календарного года претендовали Арина Соболенко и Ига Свёнтек. Соболенко досрочно стала победительницей этой гонки, выиграв две первые встречи группового турнира, в то время как Свёнтек один из своих матчей проиграла и тем самым лишилась возможности набрать необходимое количество зачётных очков.
Жасмин Паолини и Чжэн Циньвэнь дебютируют в одиночных соревнованиях Итогового турнира WTA.
Перед третьим матчем в своей группе Джессика Пегула снялась с соревнований из-за травмы колена; её место в заключительном поединке заняла первая запасная Дарья Касаткина.

## Посев
| 1. Арина Соболенко 2. Ига Свёнтек 3. Кори Гауфф 4. Жасмин Паолини (Группа) | 1. Елена Рыбакина (Группа) 2. Джессика Пегула (Группа; отказ) 3. Чжэн Циньвэнь 4. Барбора Крейчикова |

## Запасные
| 1. Дарья Касаткина (Вместо Дж. Пегулы; группа) | 1. Даниэль Коллинз (Не задействована) |

Комментарий: Американка Эмма Наварро также квалифицировалась на Итоговый турнир в качестве запасной, однако снялась с соревнования ещё до его начала.

## Ход турнира

### Используемые сокращения
- Q (англ. qualifier, дословно — квалифицировавшийся) — победитель квалификационного турнира.
- WC (англ. wild card, уайлд-кард) — специальное приглашение от организаторов.
- LD (англ. last direct acceptance, последний прямой допуск) — игрок, находящийся последним в списке участников, попадающих напрямую в основную сетку.
- LL (англ. lucky loser, лаки-лузер) — игрок с наивысшим рейтингом из проигравших в финальном раунде квалификации, приглашённый в качестве замены поздно снявшегося игрока основной сетки.
- Rt (англ. retired, дословно — снявшийся) — отказ игрока от продолжения игры по ходу матча.
- W/O (англ. walkover, дословно — проход) — выигрыш на невыходе соперника на игру.
- SE (англ. special exempt) — специальный допуск. Используется для игроков, которые удачно сыграли на неделе, предшествовавшей турниру, и потому не могли участвовать в квалификации.
- SR (англ. special rating) — специальный рейтинг. Даётся игроку, получившему травму и выбывшему из тура не менее чем на 6 месяцев и до двух лет. В этом случае его рейтинг на время лечения травмы «замораживается» и затем после возвращения, он имеет право заявляться на несколько турниров (определяется регламентом тура), чтобы попадать на турниры своего уровня.
- PR (англ. protected ranking, дословно — защищённый рейтинг). Используется для допуска в турнир игроков, пропустивших долгое время из-за травмы и опустившихся в рейтинге.
- ALT (англ. alternate) — альтернативный игрок в сетке (замена кого-то из поздно снявшихся с турнира).
- S (англ. suspended, дословно — отложен) — матч приостановлен из-за дождя или темноты.
- D (англ. defaulted) — один из спортсменов снят с турнира за неспортивное поведение.

### Финальные раунды
|  | Полуфинал | Полуфинал          | Полуфинал          | Полуфинал          | Полуфинал          | Полуфинал          | Полуфинал          | Полуфинал          | Полуфинал | Полуфинал |   |            | Финал      | Финал         | Финал         | Финал         | Финал         | Финал         | Финал         | Финал | Финал | Финал |
|  |           |                    |                    |                    |                    |                    |                    |                    |           |           |   |            |            |               |               |               |               |               |               |       |       |       |
|  | 1         | Арина Соболенко    | Арина Соболенко    | Арина Соболенко    | Арина Соболенко    | Арина Соболенко    | Арина Соболенко    | Арина Соболенко    | 64        | 3         |   |            |            |               |               |               |               |               |               |       |       |       |
|  | 1         | Арина Соболенко    | Арина Соболенко    | Арина Соболенко    | Арина Соболенко    | Арина Соболенко    | Арина Соболенко    | Арина Соболенко    | 64        | 3         |   |            |            |               |               |               |               |               |               |       |       |       |
|  | 3         | Кори Гауфф         | Кори Гауфф         | Кори Гауфф         | Кори Гауфф         | Кори Гауфф         | Кори Гауфф         | Кори Гауфф         | 77        | 6         |   |            |            |               |               |               |               |               |               |       |       |       |
|  |           |                    |                    |                    |                    |                    |                    |                    |           |           | 3 | Кори Гауфф | Кори Гауфф | Кори Гауфф    | Кори Гауфф    | Кори Гауфф    | Кори Гауфф    | 3             | 6             | 7     |       |       |
|  |           |                    |                    |                    |                    |                    |                    |                    |           |           | 3 | Кори Гауфф | Кори Гауфф | Кори Гауфф    | Кори Гауфф    | Кори Гауфф    | Кори Гауфф    | 3             | 6             | 7     |       |       |
|  |           |                    |                    |                    |                    |                    |                    |                    |           |           |   |            | 7          | Чжэн Циньвэнь | Чжэн Циньвэнь | Чжэн Циньвэнь | Чжэн Циньвэнь | Чжэн Циньвэнь | Чжэн Циньвэнь | 6     | 4     | 62    |
|  | 7         | Чжэн Циньвэнь      | Чжэн Циньвэнь      | Чжэн Циньвэнь      | Чжэн Циньвэнь      | Чжэн Циньвэнь      | Чжэн Циньвэнь      | Чжэн Циньвэнь      | 6         | 7         |   |            | 7          | Чжэн Циньвэнь | Чжэн Циньвэнь | Чжэн Циньвэнь | Чжэн Циньвэнь | Чжэн Циньвэнь | Чжэн Циньвэнь | 6     | 4     | 62    |
|  | 7         | Чжэн Циньвэнь      | Чжэн Циньвэнь      | Чжэн Циньвэнь      | Чжэн Циньвэнь      | Чжэн Циньвэнь      | Чжэн Циньвэнь      | Чжэн Циньвэнь      | 6         | 7         |   |            |            |               |               |               |               |               |               |       |       |       |
|  | 8         | Барбора Крейчикова | Барбора Крейчикова | Барбора Крейчикова | Барбора Крейчикова | Барбора Крейчикова | Барбора Крейчикова | Барбора Крейчикова | 3         | 5         |   |            |            |               |               |               |               |               |               |       |       |       |
|  | 8         | Барбора Крейчикова | Барбора Крейчикова | Барбора Крейчикова | Барбора Крейчикова | Барбора Крейчикова | Барбора Крейчикова | Барбора Крейчикова | 3         | 5         |   |            |            |               |               |               |               |               |               |       |       |       |
|  |           |                    |                    |                    |                    |                    |                    |                    |           |           |   |            |            |               |               |               |               |               |               |       |       |       |

### Групповой раунд
Золотистым выделены теннисистки, вышедшие в полуфинал.

#### Фиолетовая группа
| Посев | Теннисистка     | Арина Соболенко | Жасмин Паолини | Елена Рыбакина | Чжэн Циньвэнь  | Матчи | Сеты | Геймы | Место |
| ----- | --------------- | --------------- | -------------- | -------------- | -------------- | ----- | ---- | ----- | ----- |
| 1     | Арина Соболенко |                 | 6-3 7-5        | 4-6 6-3 1-6    | 6-3 6-4        | 2-1   | 5-2  | 36-30 | 1     |
| 4     | Жасмин Паолини  | 3-6 5-7         |                | 7-6(5) 6-4     | 1-6 1-6        | 1-2   | 2-4  | 23-35 | 3     |
| 5     | Елена Рыбакина  | 6-4 3-6 6-1     | 6-7(5) 4-6     |                | 6-7(4) 6-3 1-6 | 1-2   | 3-5  | 38-40 | 4     |
| 7     | Чжэн Циньвэнь   | 3-6 4-6         | 6-1 6-1        | 7-6(4) 3-6 6-1 |                | 2-1   | 4-3  | 35-27 | 2     |

#### Оранжевая руппа
| Посев | Теннисистка                     | Ига Свёнтек | Кори Гауф | Джессика Пегула Дарья Касаткина | Барбора Крейчикова | Матчи | Сеты | Геймы | Место |
| ----- | ------------------------------- | ----------- | --------- | ------------------------------- | ------------------ | ----- | ---- | ----- | ----- |
| 2     | Ига Свёнтек                     |             | 3-6 4-6   | 6-1 6-0                         | 4-6 7-5 6-2        | 2-1   | 4-3  | 36-26 | 3     |
| 3     | Кори Гауфф                      | 6-3 6-4     |           | 6-3 6-2                         | 5-7 4-6            | 2-1   | 4-2  | 33-25 | 2     |
| 6 9   | Джессика Пегула Дарья Касаткина | 1-6 0-6     | 3-6 2-6   |                                 | 3-6 3-6            | 0-3   | 0-6  | 12-36 | 4     |
| 8     | Барбора Крейчикова              | 6-4 5-7 2-6 | 7-5 6-4   | 6-3 6-3                         |                    | 2-1   | 5-2  | 38-32 | 1     |

При равенстве числа побед между тремя участницами выше стоит та, кто выиграла большее число сетов, из проведённых ей. При равенстве этого показателя выбирают лучшую по числу выигранных геймов, в соотношении от проведённых ей.